# Kirrweiler, Kusel
Kirrweiler là một xã thuộc huyện Kusel, bang Rheinland-Pfalz, phía tây nước Đức. Xã Kirrweiler, Kusel có diện tích 6,34 km², dân số thời điểm ngày 31 tháng 12 năm 2006 là 183 người.